# The Man Who Made Good
The Man Who Made Good er en amerikansk stumfilm fra 1917 af Arthur Rosson.

## Medvirkende
- Jack Devereaux som Tom Burton.
- Winifred Allen som Frances Clayton.
- Henry Dixon som Flash Lewis.
- Barney Gilmore som Josiah Whitney.
- Albert Tavernier som Pop Clark.